# Лиддердейл, Чарльз
Чарльз Сайлем Лиддердейл (англ. Charles Sillem Lidderdale, 28 сентября 1830, Санкт-Петербург, Российская империя — 1895, Лондон) — английский жанровый художник, портретист.

## Биография
Чарльз Сайлем Лиддердейл родился в семье шотландца, банковского служащего Джона Лиддердейл (1782—1845), работавшего в Петербурге. В 13-летнем возрасте вместе с семьей переехал в Англию.
В 1856 году Чарльз отправил свои первые художественные работы на конкурс и был принят в Королевскую Академию художеств. Между 1856 и 1893 годами 36 картин Ч. Лиддердейла выставлялись в Королевской Академии.

## Творчество
Лиддердейл был популярным жанровым живописцем. Свои полотна он посвятил, в первую очередь, изображению молодых женщин и детей на фоне сельских пейзажей, особо удачные работы художника — картины испанок и цыганок. Особой популярностью у публики пользовались пасторальные женские портреты художника.
Имея проблемы со зрением, Чарльз Лиддердейл вынужден был отказаться от работы с акварелью, поскольку она требовала бо́льшего внимания, чем масляные краски. Но его немногочисленные сохранившиеся акварельные работы вызывают восхищение специалистов своей техникой и колоритом.
Ч. Лиддердейл был членом Общества британских художников, часто выставлялся в Королевской Академии художеств, в британском Институте искусств и в галерее Общества британских художников.
В 1862 году Чарльз Лиддердейл женился на Кезии Моррис, в браке родилось 4 детей.
Практически всю жизнь художник провел в Лондоне. Умер Чарльз в 1895 году и был похоронен в могиле матери на кладбище Kensal Green.
Его немногие картины и портреты были вывезены наследниками в Шотландию и Новую Зеландию и находятся в частных коллекциях.